# Elia Garci-Lara Catalá
Elia Garci-Lara Catalá (Valencia) fue una inventora española. En 1890, diseñó y patentó un lavadero mecánico cuyo proceso constaba de varias etapas, con la patente n.º 10711, y que podría considerarse como la primera lavadora de la Historia. Se trataba de un sistema integral de lavado o dispositivo multifunción que permitía realizar todas las fases del lavado hasta el doblado de la ropa, lo que suponía una mejora del proceso de lavado manual. Pese a patentar el invento, este nunca llegó a comercializarse.
Se trataba de un dispositivo compuesto por varias máquinas que permitía clasificar la ropa, realizar un lavado preparatorio, una colada mediante saponificación con lejía, un lavado con jabón, aclarado, escurrido mediante un hidro-extractor centrífugo, el secado al aire libre o mediante aire caliente de una estufa, el planchado, prensado y plegado de la ropa.